# Joseph Ysebaert
Dr. Joseph Marie (Sjef) Ysebaert (Terneuzen, 11 juni 1925 - Breda, 17 mei 2006) was een Nederlands priester.

## Levensloop
Na de priesteropleiding in IJpelaar (Nederland) werd hij in 1949 in Breda tot priester gewijd. Aansluitend volgde hij de studie Klassieken aan de Katholieke Universiteit Nijmegen. Na voltooiing van die studie werd hij leraar aan zijn vroegere school IJpelaar. Hij werkte ondertussen aan zijn proefschrift over de vroegste Griekse terminologie in de teksten van de doopliturgie. In 1962 promoveerde hij bij professor Christine Mohrmann op dit proefschrift, met als titel Greek Baptismal Terminology. Its Origin and early Development.
Naast en ook na zijn werkzaamheden als leraar was hij actief in het pastoraat. Hij was pastor-leraar en leraar-pastor. De belangstelling voor die vroege Griekse theologische traditie bleef en openbaarde zich nog in de in 1994 verschenen studie Die Amtsterminologie im Neuen Testament und in der alten Kirche. Eine lexikographische Untersuchung. 
Nog tot kort voor zijn dood was hij actief als pleitbezorger van het onderwijs in de klassieke talen en als onderzoeker. Hij schreef (met G. Muskens) de Latijnse cursus Fabulae. Hij publiceerde ook de Griekse cursus Peri Aristoon en diverse studies van klassieke auteurs. Van zijn hand zijn ook de digitale hulpprogramma's Start Latijn en Start Grieks. 
Vanaf 1994 was hij tevens actief als uitgever van zijn eigen werken bij uitgeverij Eureia (Breda, Nederland).
Op het eind van zijn leven werkte hij aan een studie van de sacramenten, die de samenvatting moest worden van zijn studies over de vroegste theologische literatuur. Het boek kreeg als werktitel De moderne Kerk van het begin. Het was zijn levenswerk. Hij heeft er jaren, dagen, nachten aan gewerkt, ook toen hij zwaar ziek werd. Voor tijdrovende behandelingen had hij geen tijd. 

### Theologische publicaties en studies
- 1962 - Greek Baptismal Terminology, Its Origins and Early Development, 438 pagina's
- 1966 - Inter mirifica, decreet over de publiciteitsmedia, Volume 2 van Constituties en decreten van het tweede Vaticaans Oecumenisch Concilie, Vertaling door J. Ysebaert, Th.B. Govaart, uitg. De Horstink, 27 pagina's
- 1966 - Decretum de oecumenismo, Volume 4 van Constituties en decreten van het tweede Vaticaans Oecumenisch Concilie, Vertaling N. van Doornik, J. Ysebaert, uitg. De Horstink, 48 pagina's
- ? - Unitatis redintegratio, decreet over de katholieke deelneming aan de oecumenische beweging, Vertaling J. Ysebaert
- 1991 - The Deaconesses in the Western Church in Eulogia, Mélanges offerts à A.A.R. Bastiaensen, 421-436
- 1994 - Die Amtsterminologie im Neuen Testament und in der Alten Kirche: Eine lexikographische Untersuchung, 238 pagina's
- 2002 - The so-called Ointment Prayer of Didache 10.8 once more: VCh 56, 1-10
- 2004 - The Eucharist as Love-meal (agápē) in Didache 9-10 and its Development: in A. Hilhorst ed. The Apostolic Age in Patristic Thought, 11-27
- 2013 - De moderne Kerk van het begin (publicatie: 21 juni 2013)

### LeerboekenLatijnenGrieks
- Roma Aeterna deel II, deel IV (J. Ysebaert en E.E. Hesse)
- Latijnse grammatica (G.L. Muskens, J. Ysebaert)
- Fabulae Oefenboek (G.L. Muskens, J. Ysebaert)
- Fabulae Woordenlijst (G.L. Muskens, J. Ysebaert)
- Fabulae Cultuur
- Start Latijn
- Verbarium Latinum
- Griekse Grammatica
- Peri Aristoon, leermethode Grieks, Oefenboek
- Peri Aristoon Woordenlijst
- Herodotus, een keuze
- Plato een keuze, 1989, 105 pagina's
- Euripides Bakchai
- Vergilius CE '96, Eureai 1995
- Ovidius CE '98, Eureia 1997
- Sophocles CE '97: Antigone. Eureia, 1996
- Cicero-Sallustius CE '99 – annus mirabilis, Eureia 1998
- Cicero  CE '00 Filosofie
- Euripides CE '00, Eureai 1999
- Plato CE '93
- Historéō : Lehrgang des Griechischen / J. Ysebaert ; K. L. Leip, Hirschgraben-Verl., 1979, 55 pagina's
- Kurzgefasste Grammatik des Griechischen, Joseph Ysebaert, Karl Ludwig Leip, Hirschgraben-Verlag, 1977, 112 pagina's

- Bibliothèque nationale de France: cb123498663 (data)
- Gemeinsame Normdatei: 1048437426
- International Standard Name Identifier: 0000 0000 6142 2099
- Library of Congress Control Number: n96066394
- Nederlandse Thesaurus van Auteursnamen: 068910754
- Système universitaire de documentation: 032475837
- Virtual International Authority File: 41914958